# Wincenty Niałek
Wincenty Niałek est un prélat catholique polonais, il a été  archevêque de Gniezno de 1120 à 1232.

## Biographie
Wincenty Niałek est issu de la famille Jeleniów-Niałków, dont les terres sont situées sur le fleuve Obra, frontière entre les duchés de Grande-Pologne et de Silésie. Il étudie probablement à l'étranger, peut-être en Italie puisqu'il est bien versé dans la politique romaine.
Il a une femme qui lui donne au moins deux enfants, Miroslaw et Boguchwała. À cette époque les prêtres catholiques - en particulier ceux de rang inférieure étaient souvent mariés. Ce n'est que sous le règne de son prédécesseur, Henri Kietlicz, que la stricte observance du célibat du clergé est appliquée. Qu'oiqu'il en soit, il est veuf en 1211.
En 1208, il occupe le poste de chancelier à la cour de Ladislas III de Pologne, duc de Grande-Pologne, et soutient ses politiques. C'est dans ce contexte, qu'il entre en conflit avec Henri Kietlicz, l'archevêque de Gniezno, qui en 1210, l'excommunie en même temps que Ladislas.
En représailles, l'archevêque est contraint à l'exil et trouve protection auprès d'Henri Ier le Barbu, duc de Silésie et rival de Ladislas III. En 1213, l'archevêque et le duc finissent par se réconcilier, et en échange de son retour à Gniezno, l’archevêque lève son excommunication. En signe d'apaisement Wincenty est même nommé chanoine, puis prévôt à la cathédrale de Gniezno.
Henri Kietlicz décède le 22 mars 1219. Le pape Honorius III rejette les candidatures des prétendants à la succession et propose le poste à Iwo Odrowąż, l'archevêque de Cracovie, mais celui-ci décline l'offre.
Soutenu par deux légats du pape et par Henri le Barbu, Lorenz l'archevêque de Wrocław propose alors la candidature de Wincenty Niałek. Mais celui-ci n'étant que clerc séculier, doit d'abord être ordonné et consacré évêque avant d'accéder à sa nouvelle fonction d'archevêque, le 5 octobre 1220.

## Sources
- (en) Cet article est partiellement ou en totalité issu de l’article de Wikipédia en anglais intitulé « Wincenty Niałek » (voir la liste des auteurs).
- Fiche sur catholic-hierarchy.org